# Рабиша
 Тази статия е за селото в Белоградчишко.  За близката пещера вижте Магура.  За езерото вижте Рабишко езеро.
Рабѝша е село в Северозападна България, Община Белоградчик, област Видин.
С името на селото са наименувани „Скалите Рабиша“ (Rabisha Rocks) край остров Гринуич, Южни Шетландски острови. 

## География
Село Рабиша се намира на около 12 км северозападно от град Белоградчик и 38 км югозападно от град Видин. Разположено е северно покрай река Арчар, на около километър южно от Рабишкото езеро (по-ниско от него) и на около 2 км югоизточно от Рабишката могила с пещерата Магура.
Надморската височина пред сградата на кметството е около 224 м, в най-южната част на селото – близо до река Арчар, около 212 м, а в най-северната достига около 260 м.
Населението на село Рабиша , наброяващо към 1934 г. 1296 души и към 1946 г. – 1286, намалява почти равномерно след 1946 г. – средно с по 14 – 15 годишно, до 238 души към 2018 г.
Село Рабиша се намира в район на географското разпространение в Западна България на така наричания торлашки диалект.
От село Рабиша се стига до областния център по минаващия през селото третокласен път до село Кладоруб, оттам по също такъв път през Острокапци до Димово и по първокласен път (Европейски път Е79) – до Видин. До общинския административен център Белоградчик се стига по третокласните пътища през селата Кладоруб и Върба.

## История
Църквата „Свети пророк Илия“ в село Рабиша е построена през 1835 г.
Килийното училище в Рабиша е построено в двора на църквата „Свети Пророк Илия“ и е официално открито през 1837 г. Рангел Костов, ученик в училището и после учител в него, е изписал по стените на класната стая поучителни слова.
През февруари и март 1951 година, по време на колективизацията, 8 души напускат селото и бягат в Югославия. През юли 1952 година 6 души от селото са осъдени за подпомагане на горяните.
През 1967 г. е създадена Винарската изба („Магура“ АД), разположена в близост до село Рабиша. 

## Население
Преброяване на населението през 2011 г.
Численост и дял на етническите групи според преброяването на населението през 2011 г.:
|                     | Численост | Дял (в %) |
| Общо                | 280       | 100,00    |
| Българи             | 212       | 75,71     |
| Турци               | 0         | 0,00      |
| Цигани              | 58        | 20,71     |
| Други               | 0         | 0,00      |
| Не се самоопределят | 0         | 0,00      |
| Неотговорили        | 8         | 2,85      |

## Обществени институции
Село Рабиша е център на кметство Рабиша.  
Основно училище „Васил Евстатиев Априлов“ в село Рабиша (1 – 7 клас) е с общинско финансиране.   Открито е през 1922 г. Към 2017 г. в училището се обучават 45 деца до 7 клас включително. Всички паралелки, с изключение на паралелката в 7 клас, са слети – с ученици от различни класове. Децата, които учат в основното училище, са от Рабиша и от Белоградчик. Община Белоградчик е подсигурила училищен автобус за извозване на децата до Рабиша. 
В село Рабиша има читалище „Напредък – 1923 г.“, регистрирано под № 2572 в Министерство на културата на България. Основано е през 1901 г.

## Културни и природни забележителности
- Килийното училище в двора на църквата „Свети Пророк Илия“.
- Рабишкото езеро на около километър северно от селото.
- Пещерата „Магура“ на около 3 км северозападно от селото, в Рабишката могила.
- Две вековни дървета[17] зимен дъб; в местността „Над врелото“, до „горния“ вход за селото; по данни от 2001 г. – възраст 300 години, височина 17 м, обиколка на ствола на гръдна височина – 4 м. [18]